# إيدجيرتون هارتويل
إيدجيرتون هارتويل (بالإنجليزية: Edgerton Hartwell)‏ هو لاعب كرة قدم أمريكية أمريكي، ولد في 27 مايو 1978 في لاس فيغاس في الولايات المتحدة.

## وصلات خارجية
- إيدجيرتون هارتويل على موقع JustSportsStats.com (الإنجليزية)